# Noroeste Paranaense
Noroeste Paranaense è una mesoregione del Paraná in Brasile.

## Microregioni
Comprende 61 comuni, suddivisi in 3 microregioni:
- Cianorte
- Paranavaí
- Umuarama